# Filip Karađorđević af Jugoslavien
Prins Filip Karađorđević (født 15. januar 1982 i Fairfax, Virginia, USA) er en serbisk prins. Han er den næstældste søn af Alexander af Jugoslavien (født 1945), der tidligere har været jugoslavisk kronprins. Prins Filip har en yngre tvillingebror. Prins Filip er sønnesøn af Peter 2. af Jugoslavien (1923–1970), der var Jugoslaviens sidste konge i 1934–1945. 

## Familie
I 2017 giftede prins Filip sig med Danica Marinković (født i Beograd i 1986). Den 25. februar 2018 blev de forældre til Stefan. Prins Stefan er den første dreng i kongefamilien, der er født i Serbien, siden 1928.
Den 5. november 2023 i Beograd bød Philip og Danica velkommen til deres andet barn, en datter. De navngav hende Prinsesse Marija.

## Forfædre
Prins Filip er søn af Alexander af Jugoslavien samt sønnesøn af Alexandra af Grækenland og Danmark og Peter 2. af Jugoslavien.
Prins Filip er oldesøn af Alexander 1. af Jugoslavien, Marie af Jugoslavien og Alexander 1. af Grækenland. Han er tipoldesøn af Peter 1. af Jugoslavien, Ferdinand 1. af Rumænien, Ferdinand 1. af Rumænien, Konstantin 1. af Grækenland og Sophie af Preussen.
Desuden er han tiptipoldesøn af Leopold af Hohenzollern-Sigmaringen, Alfred af Sachsen-Coburg og Gotha, Maria Alexandrovna af Rusland, Georg 1. af Grækenland, Olga Konstantinovna af Rusland, Frederik 3. af Tyskland, Victoria af Storbritannien (1840-1901), Ludvig Karl af Orléans, hertug af Nemours, Pedro 2. af Brasilien, Ferdinand 2. af Begge Sicilier, Ferdinand Filip af Orléans, hertug af Chartres, Helene af Mecklenburg-Schwerin og Antoine, hertug af Montpensier.

## Weblinks
- Officiel webplads for den serbiske kongefamilie Arkiveret 3. december 2018 hos  Wayback Machine